# Javier Saldías
Javier Ignacio Saldías Cea (Concepción, Chile, 21 de agosto de 2001) es un futbolista profesional chileno que se desempeña como Lateral derecho y actualmente milita en Unión La Calera de la Primera División de Chile.

## Trayectoria
Oriundo de Concepción, realizó las divisiones inferiores en Universidad de Concepción, siendo promovido al primer equipo del campanil a los 15 años.En octubre de 2020, es cedido a préstamo a Barnechea de la Primera B chilena, en donde ve sus primeros minutos como jugador profesional.
Terminada la temporada 2020, y consumado el descenso del equipo penquista a la Primera B, regresa al conjunto forero.Se ha consolidado como el lateral derecho titular, e inclusive ha oficiado en algunos partidos como capitán.
El 17 de diciembre de 2024 es anunciado como nuevo refuerzo de Unión La Calera de la Primera División, con vistas a la temporada 2025.

## Clubes
| Club                      | País  | Año       |
| ------------------------- | ----- | --------- |
| Universidad de Concepción | Chile | 2020-2024 |
| → Barnechea (cedido)      | Chile | 2020      |
| Unión La Calera           | Chile | 2025-Act. |